# Đại Lộc (huyện)
Đại Lộc là một huyện cũ thuộc tỉnh Quảng Nam, Việt Nam.

## Địa lý
Huyện Đại Lộc nằm ở phía bắc của tỉnh Quảng Nam, có vị trí địa lý:
- Phía đông giáp thị xã Điện Bàn và huyện Duy Xuyên
- Phía tây giáp huyện Nam Giang và huyện Đông Giang
- Phía nam giáp huyện Quế Sơn.
- Phía bắc giáp huyện Hòa Vang, thành phố Đà Nẵng.

Huyện Đại Lộc có diện tích 585,6 km², dân số năm 2019 là 141.851 người, mật độ dân số đạt 242 người/km².
Đất đai ở Đại Lộc bao gồm các loại đất cát, đất phù sa, đất xám bạc màu, đất đỏ vàng.
Sông Vu Gia là sông chính, chảy ngang qua huyện theo hướng Tây - Đông.

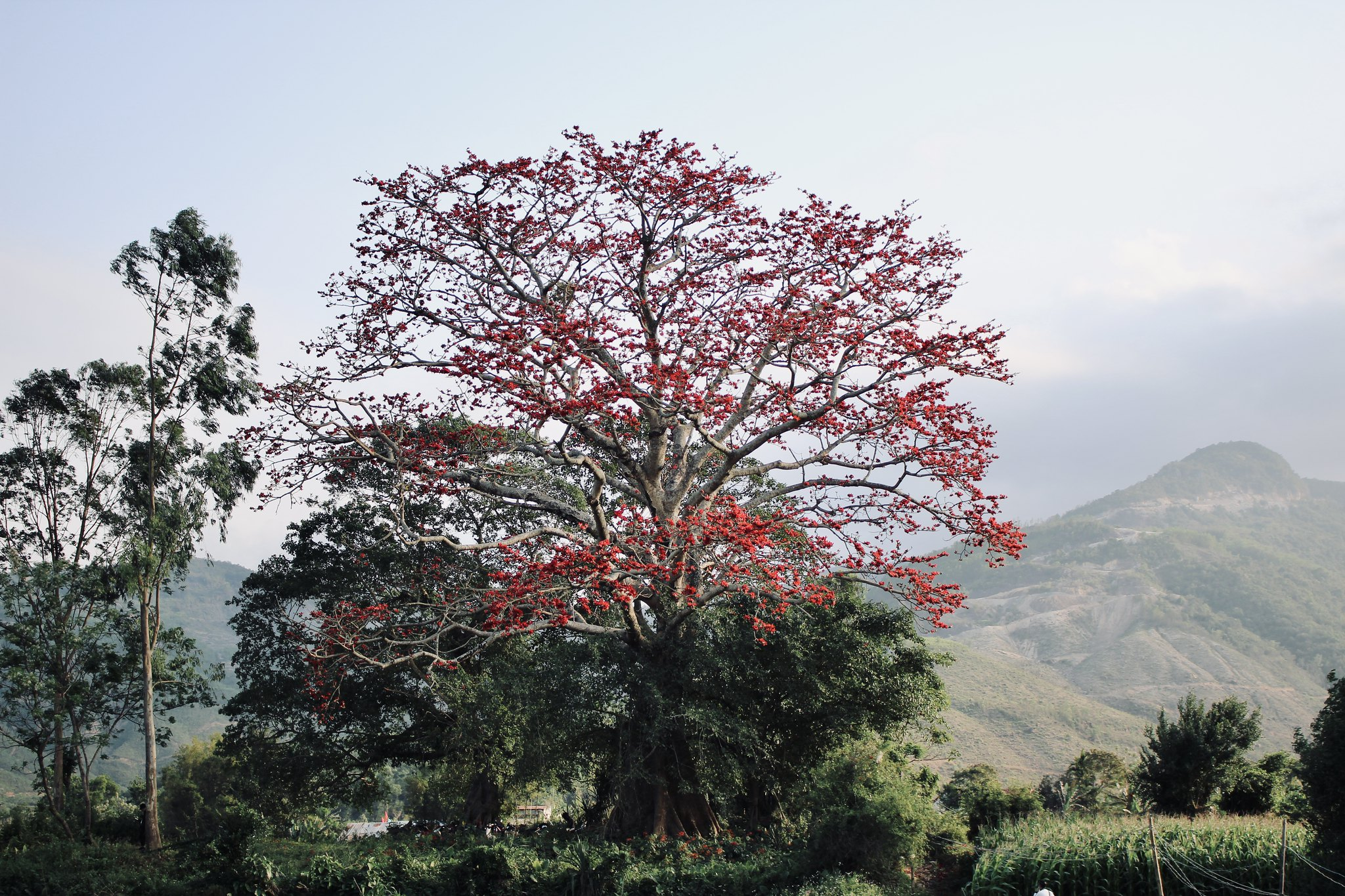
Cây gạo lâu năm tại huyện Đại Lộc

## Hành chính

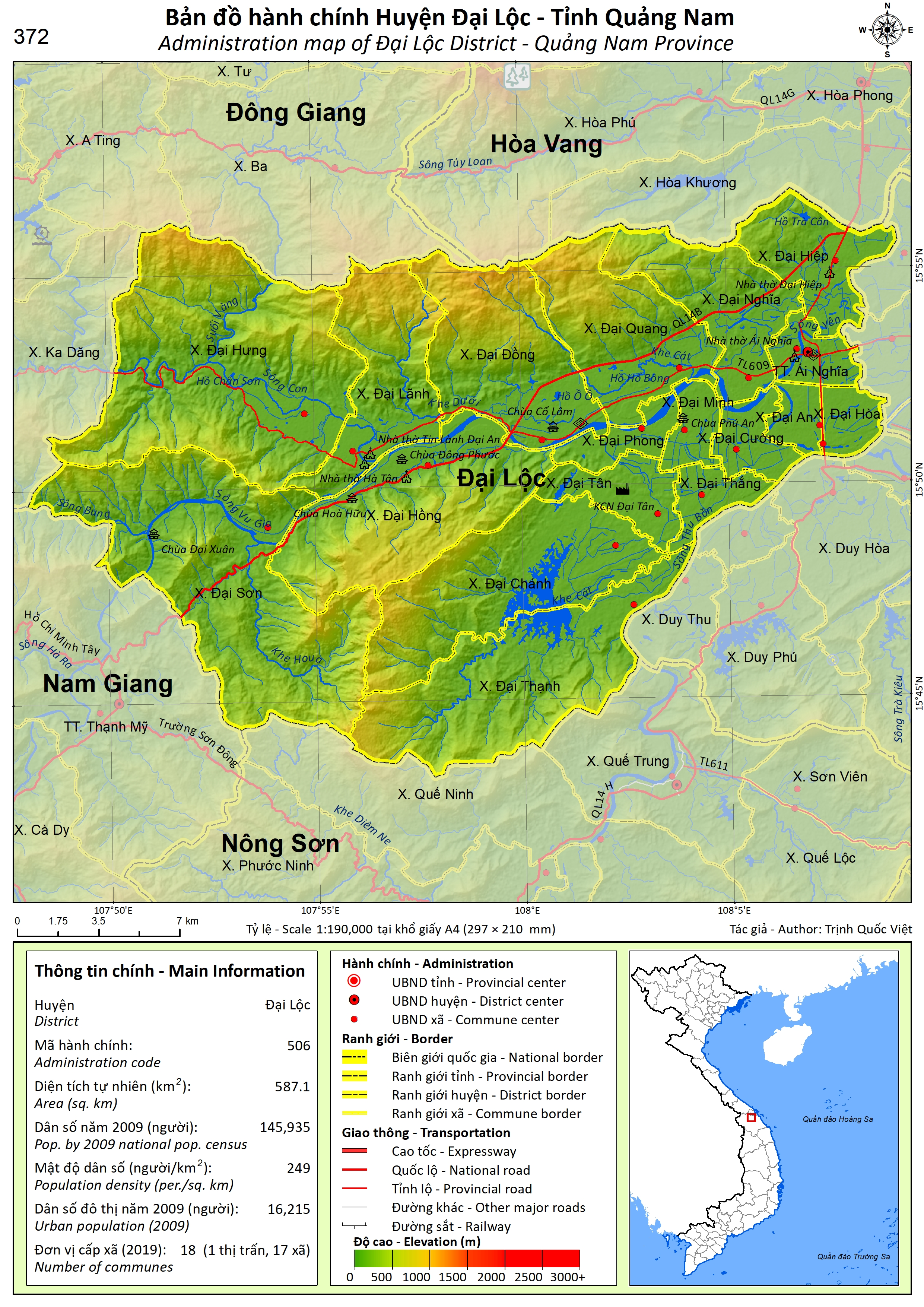
Bản đồ hành chính huyện Đại Lộc

Huyện Đại Lộc có 18 đơn vị hành chính cấp xã trực thuộc, bao gồm thị trấn Ái Nghĩa (huyện lỵ) và 17 xã: Đại An, Đại Chánh, Đại Cường, Đại Đồng, Đại Hiệp, Đại Hòa, Đại Hồng, Đại Hưng, Đại Lãnh, Đại Minh, Đại Nghĩa, Đại Phong, Đại Quang, Đại Sơn, Đại Tân, Đại Thắng, Đại Thạnh.

## Lịch sử
Năm Thành Thái thứ 12 (1900), trích 30 châu xã của tổng Hoài Mỹ, 30 châu xã thôn của tổng Đại An thuộc huyện Diên Phước; 21 xã của tổng Đức Hòa, 6 phường, thôn của tổng Phú Khê thuộc huyện Hòa Vang; 10 xã thôn của tổng Phước Tường gần phía nam sông Lỗ Đông; 6 xã thôn trong tổng An Châu thuộc huyện Hòa Vang và thôn phía nam xã Đông Bích, tổng An Châu gọi là Đông Bích nam thôn cùng thôn phía nam của xã An Ninh gọi là An Ninh nam thôn, cộng 21 xã thôn đặt làm tổng An Phước rồi đặt ra huyện Đại Lộc, lệ thuộc phủ Điện Bàn. Đồng thời, trích xã Phú Thứ Thượng ở tổng An Mỹ, huyện Quế Sơn nhập vào tổng Đại An. Huyện Đại Lộc lãnh 5 tổng, 109 xã thôn, phường châu
Sau năm 1975, huyện Đại Lộc thuộc tỉnh Quảng Nam - Đà Nẵng, bao gồm 16 xã: Đại An, Đại Cường, Đại Đồng, Đại Hiệp, Đại Hòa, Đại Hồng, Đại Lãnh, Đại Minh, Đại Nghĩa, Đại Phong, Đại Phước, Đại Quang, Đại Sơn, Đại Tân, Đại Thắng và Đại Thạnh.
Ngày 14 tháng 3 năm 1984, chia xã Đại Thạnh thành 2 xã: Đại Thạnh và Đại Chánh.
Ngày 24 tháng 8 năm 1984, giải thể xã Đại Phước để thành lập thị trấn Ái Nghĩa (thị trấn huyện lỵ huyện Đại Lộc).
Ngày 29 tháng 8 năm 1994, sáp nhập xã Đại An vào xã Đại Hòa.
Ngày 6 tháng 11 năm 1996, huyện Đại Lộc thuộc tỉnh Quảng Nam vừa tái lập.
Ngày 12 tháng 1 năm 2004, thành lập xã Đại Hưng trên cơ sở điều chỉnh 8.869 ha diện tích tự nhiên và 6.821 người của xã Đại Lãnh.
Ngày 8 tháng 3 năm 2007, tái lập xã Đại An trên cơ sở điều chỉnh 661,04 ha diện tích tự nhiên và 7.607 người của xã Đại Hòa.
Huyện Đại Lộc có 1 thị trấn và 17 xã như hiện nay.

## Kinh tế - xã hội
Trước đây Đại Lộc là huyện thuần nông, nay đã xuất hiện một số cụm công nghiệp nhỏ và vừa tại các vùng địa hình cao (không bị ngập lụt), chủ yếu là các nhà máy xay xát đá, vật liệu phục vụ nhu cầu xây dựng, hay các xí nghiệp may mặc, cơ khí, chế biến thủy sản phục vụ xuất khẩu, công nghiệp nhẹ... Vì nơi đây có nguồn lao động phổ thông dồi dào, giá thành rẻ và cầu thị. Mục tiêu đề ra đến năm 2015 trở thành huyện công nghiệp.
Người dân Đại Lộc đa phần sinh sống bằng các nghề trồng lúa nước, cây công nghiệp ngắn ngày, cây hoa màu, trồng dâu nuôi tằm, trồng bông dệt vải, đan lát, làm nhang, thợ hồ, chế tác đá, đi rừng, tìm trầm, kỳ nam, khai thác dầu rái, buôn bán trao đổi. Nổi tiếng nhất huyện là thôn Bàu Tròn - xã Đại An, nơi đây là vùng chuyên sản xuất các loại rau như các loại rau cải, đậu tây, đậu đũa (đậu que), bí đao, khổ qua, dưa leo (dưa chuột), đu đủ, dưa hấu, bí đỏ, ớt... Cung ứng cho nhân dân trong vùng và TP.Đà Nẵng. Thôn Bàu Tròn là địa phận giáp ranh giữa xã Đại An và xã Đại Cường(ngăn cách bởi chiếc cầu Quảng Huế bắc qua sông Thu Bồn thơ mộng). Món ăn đặc thù là Mỳ Quảng, Bánh tráng cuốn thịt heo luộc, hoặc Bánh tráng cuốn cá nục trụng, bê thui...
Đại Lộc ngày nay có nền kinh tế đang trên đà phát triển, người dân thuần nông cây lúa ngày nào đã chuyển đổi con giống, cây trồng làm nền tảng để phát triển kinh tế, bên cạnh của việc chuyển đổi này là việc áp dụng thành tựu khoa học kỹ thuật. Thông tin gì mới, đều góp cho chính quyền và nhân dân Đại Lộc áp dụng sản xuất có năng suất cao hơn trước.
Cụ thể như một số thôn của xã Đại An làm cây rau, Đại Hòa làm cây chuối (chuối già hương), mô hình vườn ao chuồng. Cây chuối phát triển thì các con vật nuôi cũng phát triển, hiện nay thôn Lộc Bình là thôn có số hộ chuyên canh cây chuối 100%.
Đại Lộc hiện còn tiềm ẩn một nghề tay trái của các lão nông nhàn rỗi, đó là nghề trồng hoa và cây cảnh, nguồn cây mai (nổi tiếng trong và ngoài nước), ở Đại Hoà, Ái Nghĩa có nhiều cây thế trồng lâu năm.
Đại Lộc có làng nghề làm trống Lâm Yên từng rất nổi tiếng (tại thôn Ấp Nam, xã Đại Minh) sản phẩm trống của làng đã có mặt nhiều nơi trên cả nước. Tuy nhiên, đến thời điểm này thì nghề trống đã mai một và sắp biến mất do bế tắc không có lối thoát.

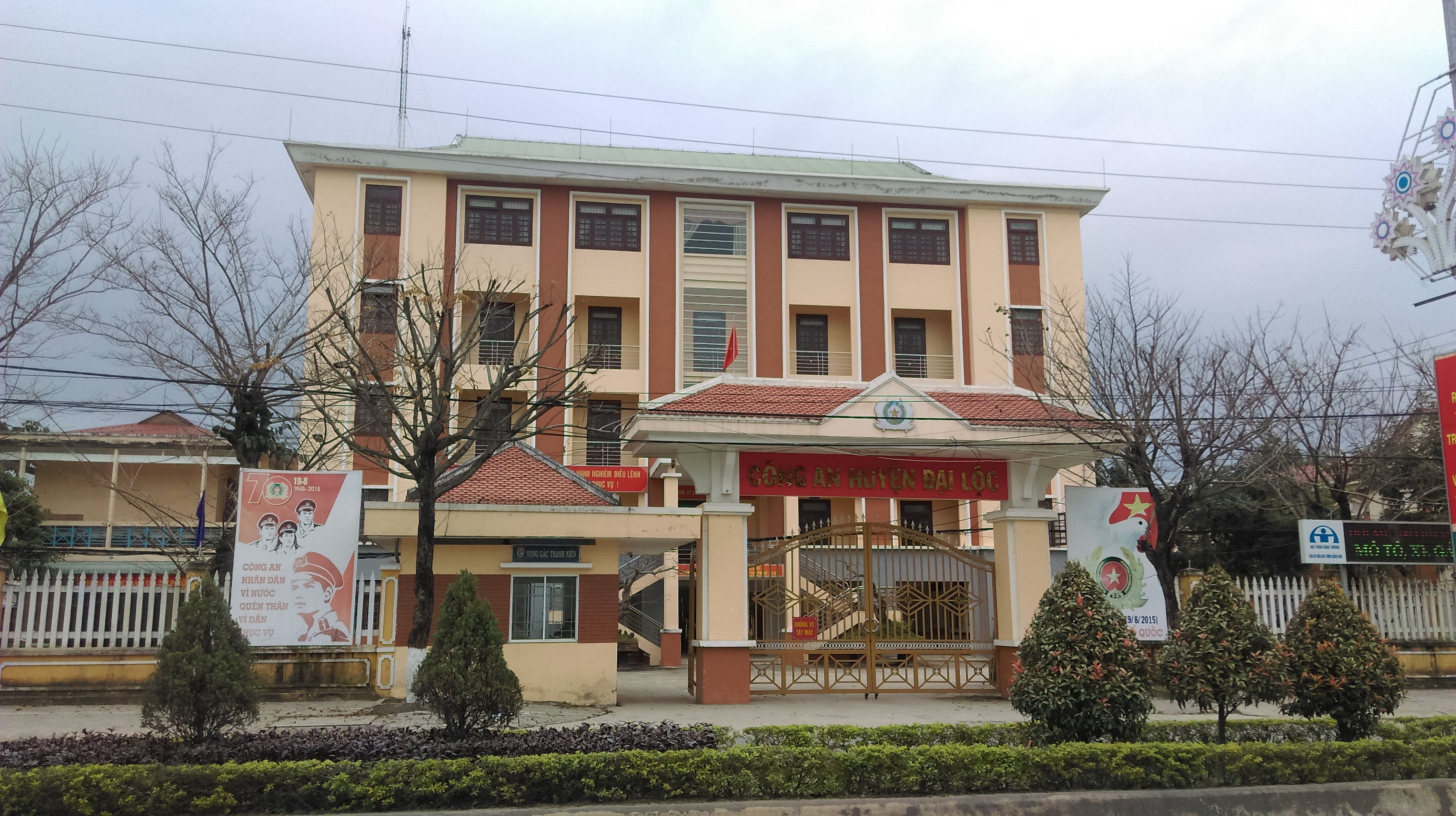
Công an huyện Đại Lộc

## Văn hóa

### Di tích lịch sử
- Thượng Đức - Đại Lãnh
- Đình Không Chái thôn Hóa Phú và Đồn Chợ Cá thôn Ái Mỹ Xã Đại An...
- Cầu ông Nỡ - Đại Thắng
- Đồi 30 - Đại Chánh
- Địa đạo Phú An - Đại Thắng
- Hà Vy- Đại Hồng.
- Nếp sống gia đình: quan hệ tông tộc chặt chẽ, bao trùm lên gia đình và các thành viên trong gia đình. Một gia đình có thể có tứ đại đồng đường sinh sống mới là tự hào, giỗ cha mẹ và các cô dì chú bác không có con được các anh em chia nhau làm đám giỗ, ngày giỗ ai cũng phải về đầy đủ để thắt chặt mối quan hệ gia tộc.
- Lễ thức xã hội: Mỗi năm có một ngày cúng tộc tế xuân, chạp mã mọi người con cháu nội ngoại của dòng họ đều đến đông đủ.
- Lễ hội làng, vui chơi đầu xuân tại các làng văn hóa,...

### Nghệ thuật biểu diễn
- Diễn xướng trữ tình dân gian
- Diễn xướng tự sự đơn giản
- Hát bội
- Tạo hình cây cảnh (Cổ Mai Hoa).

## Người nổi tiếng

### Danh nhân
Đỗ Đăng Tuyển, Huỳnh Ngọc Huệ, Lê Thị Xuyến, Nguyễn Thị Bảy, Nguyễn Đức Thiệu, Hứa Tạo

### Khác
- Anh hùng: Đỗ Văn Quả, Nguyễn Quang Phê, Nguyễn Công Sáu, Trịnh Thị Liền, Đoàn Quý Phi, Phan Thanh Thủ, Nguyễn Minh Chấn, Đoàn Nghiên...
- Tướng lĩnh: Thượng tướng Võ Tiến Trung, Trung tướng Đặng Hòa, Trung tướng Võ Thanh Tuấn, Thiếu tướng Nguyễn Quy Nhơn, Thiếu tướng Hứa Văn Tưởng
- Nhà thơ: Nam Trân, Tú Quỳ, Nguyễn Văn Bổn (Tần Hoài Dạ Vũ)
- Nhà văn: Nguyễn Văn Bổng, Võ Quảng
- Nhạc sĩ: Trầm Tử Thiêng Nguyễn Huy Hùng, Nguyễn Đăng Vinh
- Ca sĩ: Dương Triệu Vũ, Trà Quang Quy, Ngọc Ánh
- Nghệ sĩ hài: Hoài Linh.
- Báo chí: Hoàng Hải Vân (Huỳnh Kim Sánh), Phước Trịnh, Huỳnh Đức Dũng, Vu Gia (Phạm Ngọc Phúc)...
- Thể thao: Lê Văn Sinh, Lê Văn Hà, Hà Minh Tuấn, Lê Phước Tứ, Trần Hữu Đông Triều,...